# 栗島朱里
栗島 朱里（くりしま あかり、1994年9月14日 - ）は、埼玉県狭山市出身の女子サッカー選手。ドイツ・女子ブンデスリーガ2部の1.FSVマインツ05。ポジションはミッドフィールダー。早稲田大学卒。

## 来歴

### シニア
浦和レッドダイヤモンズ・レディースの下部組織出身。2013年からトップチームに登録される。2015年以降はボランチの定位置を確保し、継続的に出場している。
プロ化された2021-22シーズンは、開幕4試合はスタメン出場を果たしたものの、第6節サンフレッチェ広島レジーナ戦以降ベンチ入りからも外れた状態が続いた。2021年11月14日にチームからトレーニング中に負傷し、右膝前十字靭帯損傷（全治約8か月）と診断され、同年10月18日に手術を行ったことが発表された。チームは栗島離脱後のS広島R戦から第8節INAC神戸レオネッサ戦まで3連敗を喫することとなった。

### 代表
2019年9月30日、10月に行われるカナダ代表との親善試合で、怪我のため辞退した鮫島彩の代わりに日本代表にディフェンダーとして追加招集された。これが日本代表への初招集だった。12月にはEAFF E-1サッカー選手権2019のメンバーに選出された。初戦のチャイニーズタイペイ代表との試合でミッドフィールダーとして先発フル出場し、代表デビューを果たした。試合は9-0で勝利した。その後、大会での出場機会は無かったが、日本は3試合全勝で優勝した。

## 個人成績

### クラブ
| クラブ                       | シーズン | リーグ           | 背番号 | リーグ戦 | リーグ戦 | カップ戦 | カップ戦 | リーグ杯 | リーグ杯 | AFC / UEFA | AFC / UEFA | 合計 | 合計 |
| クラブ                       | シーズン | リーグ           | 背番号 | 出場     | 得点     | 出場     | 得点     | 出場     | 得点     | 出場       | 得点       | 出場 | 得点 |
| ---------------------------- | -------- | ---------------- | ------ | -------- | -------- | -------- | -------- | -------- | -------- | ---------- | ---------- | ---- | ---- |
| 浦和レッズレディース         | 2011     | なでしこ         | 27     | 1        | 0        | -        | -        | —        | —        | —          | —          | 1    | 0    |
| 浦和レッズレディース         | 2013     | なでしこ         | 23     | 7        | 0        | 0        | 0        | 3        | 0        | —          | —          | 10   | 0    |
| 浦和レッズレディース         | 2014     | なでしこ         | 22     | 5        | 0        | 0        | 0        | —        | —        | —          | —          | 5    | 0    |
| 浦和レッズレディース         | 2015     | なでしこ1部      | 22     | 11       | 0        | 2        | 0        | —        | —        | —          | —          | 13   | 0    |
| 浦和レッズレディース         | 2016     | なでしこ1部      | 5      | 15       | 1        | 3        | 0        | 9        | 0        | —          | —          | 27   | 1    |
| 浦和レッズレディース         | 2017     | なでしこ1部      | 5      | 17       | 0        | 4        | 0        | 7        | 0        | —          | —          | 28   | 0    |
| 浦和レッズレディース         | 2018     | なでしこ1部      | 6      | 18       | 1        | 4        | 0        | 7        | 0        | —          | —          | 29   | 1    |
| 浦和レッズレディース         | 2019     | なでしこ1部      | 6      | 18       | 1        | 5        | 1        | 8        | 0        | -          | -          | 31   | 2    |
| 浦和レッズレディース         | 2020     | なでしこ1部      | 6      | 18       | 0        | 5        | 0        | —        | —        | —          | —          | 23   | 0    |
| 三菱重工浦和レッズレディース | 2021-22  | WE               | 6      | 4        | 0        | 0        | 0        | —        | —        | —          | —          | 4    | 0    |
| 三菱重工浦和レッズレディース | 2022-23  | WE               | 6      | 20       | 0        | 2        | 0        | 0        | 0        | —          | —          | 22   | 0    |
| 三菱重工浦和レッズレディース | 2023-24  | WE               | 6      | 18       | 1        | 1        | 0        | 5        | 0        | 4          | 1          | 28   | 2    |
| 三菱重工浦和レッズレディース | 2024-25  | WE               | 6      | 22       | 1        | 4        | 0        | 1        | 0        | 4          | 1          | 31   | 2    |
| 三菱重工浦和レッズレディース | 通算     | 通算             | 通算   | 174      | 5        | 30       | 1        | 40       | 0        | 8          | 2          | 252  | 8    |
| 1.FSVマインツ05              | 2025-26  | 2.ブンデスリーガ | 6      |          |          |          |          |          |          | -          | -          |      |      |
| 通算                         | 日本     | 日本             | 1部    | 174      | 5        | 30       | 1        | 40       | 0        | 8          | 2          | 252  | 8    |
| 通算                         | ドイツ   | ドイツ           | 2部    |          |          |          |          |          |          | 0          | 0          |      |      |
| 総通算                       | 総通算   | 総通算           | 総通算 | 174      | 5        | 30       | 1        | 40       | 0        | 8          | 2          | 252  | 8    |

1. 1 2  2023 AFC女子クラブ選手権の成績。
2. 1 2  AFC女子チャンピオンズリーグ2024/25の成績。

- 日本女子サッカーリーグ
  - 初出場 - 2011年10月16日 なでしこリーグ 第13節 アルビレックス新潟レディース戦 (鴻巣市立陸上競技場)[6]
  - 初得点 - 2016年9月11日 なでしこリーグ1部 第12節 コノミヤ・スペランツァ大阪高槻戦 (高槻市萩谷総合公園サッカー場)[6]

- WEリーグ
  - 初出場 - 2021年9月12日 第1節 日テレ・東京ヴェルディベレーザ戦 (味の素フィールド西が丘)[7]
  - 初得点 - 2024年4月21日 第16節 マイナビ仙台レディース戦 (ユアテックスタジアム仙台)[7]

- AFC女子チャンピオンズリーグ
  - 初出場 - 2024年10月6日 AWCL2024/25 グループステージC 第1節  オリッサFC（英語版） (トンニャット・スタジアム)[8]
  - 初得点 - 2024年10月6日 AWCL2024/25 グループステージC 第1節  オリッサFC (トンニャット・スタジアム)[8]

### 代表
- 2019年12月11日 - 日本女子代表初出場 -  チャイニーズタイペイ戦 (EAFF E-1サッカー選手権2019)

#### 主な出場大会
- 日本女子代表（なでしこジャパン）
  - 2019年 - EAFF E-1サッカー選手権2019

#### 試合数
| 日本代表 | 国際Aマッチ | 国際Aマッチ |
| 年       | 出場        | 得点        |
| -------- | ----------- | ----------- |
| 2019     | 1           | 0           |
| 通算     | 1           | 0           |

#### 出場試合
| #  | 開催日         | 開催都市 | スタジアム           | 対戦国               | 結果  | 監督     | 大会                       | 出典  |
| -- | -------------- | -------- | -------------------- | -------------------- | ----- | -------- | -------------------------- | ----- |
| 1. | 2019年12月11日 | 釜山     | 釜山アジアド主競技場 | チャイニーズタイペイ | ○ 9-0 | 高倉麻子 | EAFF E-1サッカー選手権2019 | [ 9 ] |

## タイトル

### クラブ
- 浦和レッズレディース / 三菱重工浦和レッズレディース
  - WEリーグ: 2回 (2022-23、2023-24)
  - 皇后杯 JFA 全日本女子サッカー選手権大会: 2回 (2021、2024)
  - AFC女子クラブ選手権: 1回 (2023)
  - WEリーグカップ: 1回 (2022-23)
  - 日本女子サッカーリーグ: 1回 (2020)

### 代表
- 日本女子代表（なでしこジャパン）
  - EAFF E-1サッカー選手権: 1回 (2019)

### 個人
- WEリーグ
  - 優秀選手賞: 2回 (2023-24、2024-25)